# Lee Eun-yeong
Lee Eun-yeong (이은영?; Seul, 13 maggio 1976) è un'ex cestista sudcoreana.

## Carriera
Con la Corea del Sud ha disputato i Campionati mondiali del 1998.